# 石川義一
石川 義一（いしかわ よしかず、1887年4月13日 - 1962年1月17日）は、日本の作曲家。日本にレオ・オーンスタインのピアノ曲を紹介した。

## 経歴・人物
福島県相馬郡長塚村（現在の双葉町）出身。1906年、19歳のとき相馬中学を卒業後、半年ほど代用教員を勤めた。その年の9月にアメリカに渡った。カリフォルニア州サクラメントで女性音楽家のベリングスにピアノと英語を学び、サンノゼ市のパシフィック大学音楽部に入学、ピアノと作曲を学んで1918年卒業。
1920年帰国後、朝鮮総督府社会課長として平安南道に赴任。この時李王家から依頼されて朝鮮雅楽の研究も行い、15年をかけて五線譜に書き写し、計283曲、五千ページに及ぶ業績を遺す。
1928年職を辞して帰朝。その後は自作のピアノ曲と共にオーンスタインの作品を演奏した。石川はオーンスタインを「未来派音楽」として紹介したが、オーンスタインはモダニズムの作曲家であり、勘違いをしたものと思われる。オーンスタインの影響を受けた石川は不協和音を用いた音楽を作曲したが、当時の楽壇からは異端として退けられた。李王職の嘱託として続けていた朝鮮雅楽の研究や第二次世界大戦中には品川中学の数学教員、戦後は丸の内警察署の英語通訳として生活費を稼ぐ傍ら作曲を続けた。
1956年脳溢血を起こして倒れ、6年後の1962年に74歳で死去した。

## 作品
- 交響詩ハ長調「天の岩戸」（1918年。雅楽調の終止音の後に「以下君が代合奏」と書かれている）
- ピアノ曲「組曲・河」（1927年。「激流」「小川の流れ」「舟唄」「海」の4曲）
- ピアノ曲「音の日本史」第一篇（1929年。「序文」「上古篇《天地創造》」の2曲）
- ピアノ曲「人物組曲」（1930年。「信長」「秀吉」「家康」の3曲）
- ピアノ曲「ルンペンの夢」（1931年）
- ピアノ曲「観音の絵に題す」（1931年）
- ピアノ曲「朝鮮雅楽《万波停息之曲》」（1931年。1名吹打）
- ピアノ曲「音の日本史」第三篇《高天ヶ原》（1931年）
- ピアノ曲「百ドル紙幣狂想曲」（1932年）
- ピアノ曲「音の日本史」第四篇《天の岩戸》（1932年。「神々の不和」「暗黒」「舞」「怪力」「再現」の5曲）
- ピアノ曲「立ち枯れ巨木三態」（1933年。「松」「杉」「桜」の3曲）
- ピアノ曲「渦巻」（1933年）
- ピアノ曲「音詩《古池や蛙飛び込む水の音》」（1934年）
- ピアノ・ソナタ「合掌」（1935年。Adagio、Allegretto、Allegroの3楽章）
- ピアノ曲「前奏曲」（1935年。黒鍵のみを使用する）
- ピアノ曲「朝の献立」（1935年。「味噌汁」「麦飯」「沢庵」の3曲）
- ピアノ曲「日本風のソナタ」（1936年。Adagio、Allegretto、Allegroの3楽章）
- ピアノ曲「海辺の大あれ」（1936年）
- ピアノ曲「はがき文三題」（1936年。「郊外への転居のお知らせ」「村祭りへの招待」「火事見舞」の3曲）
- ピアノ曲「凱旋おどり」（1936年）
- ピアノ曲「音の日本史」第七篇《埴輪は語る》
- ピアノ曲「支那音楽」
- ピアノ曲「花一輪」（1949年）
- ピアノ曲「別れ」（1949年）
- 管弦楽曲「重光の曲」（1954年。朝鮮雅楽をオーケストレーションしたもの）

## 文献
- 秋山邦晴「昭和の作曲家たち」（みすず書房、2003年）